# 班尼路

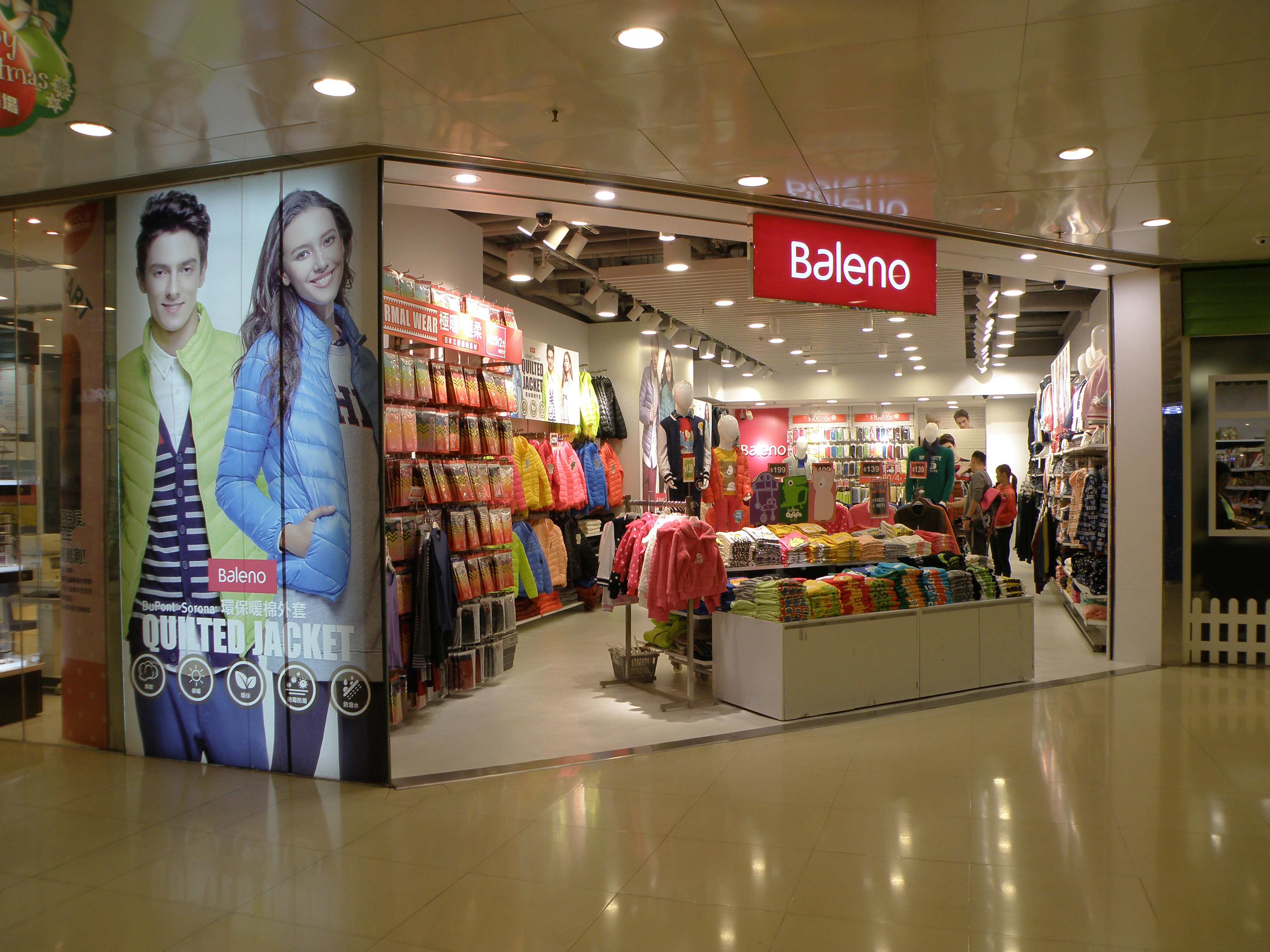
全新形象Baleno

舊標誌

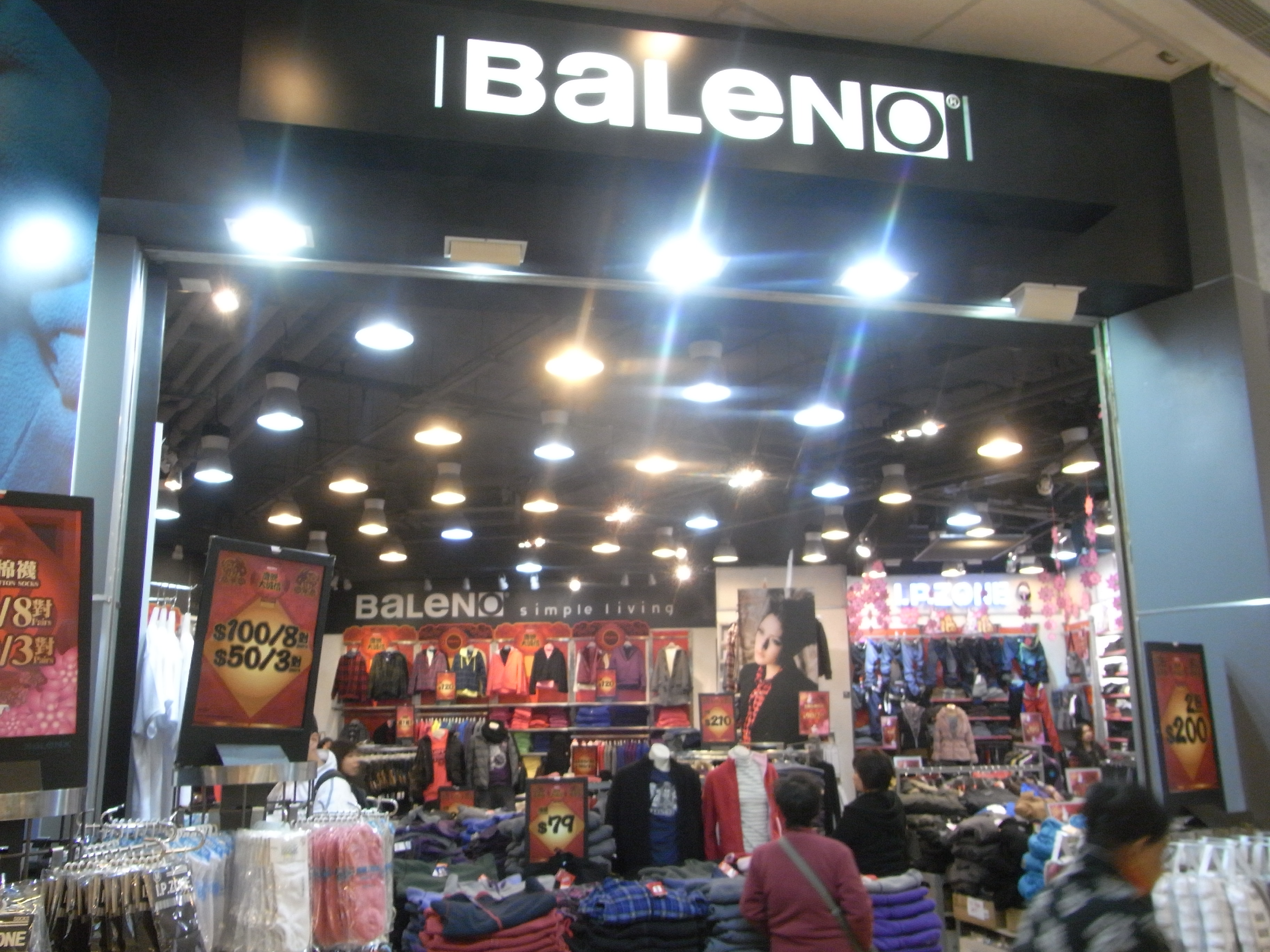
位於港島堅尼地城寶翠園的Baleno分店

班尼路（英語：Baleno）是香港的服飾品牌，最初於1981年在香港面世。「Baleno」在香港的譯音為“班尼路”，而以普通话发音則应为“巴雷诺”。

## 歷史
1996年，香港上市公司德永佳集團（上市編號：00321）收購「班尼路」品牌，成立了班尼路集團有限公司，並將其重新包裝，創立了「班尼路集團有限公司」以及「班尼路」休閒品牌。
班尼路目前經營約5,000間門市店鋪，主要市場位在中國大陸、香港、澳門、馬來西亞、新加坡、菲律賓、印尼、越南和中東等10多個國家與地區，經營超過30個品牌。班尼路現在不僅是一個家喻戶曉的休閒服品牌，它更是一個標誌著簡約主義的服飾品牌。
班尼路於2014年10月底全面撤出臺灣市場。該品牌主打休閒服飾，在臺全盛時期逾兩百店，但現已結束代理。
2018年9月5日德永佳集團斥资0.28億港元現金向Galantine Management收購大中華服裝零售業務---班尼路額外18%股權，完成後，公司於班尼路持股將增至82%。

## 軼事
香港歌手劉德華於2000年起擔任班尼路的模特兒，2006年11月5日也為班尼路十週年演唱會獻聲。王菲也擔任此品牌的模特兒，班尼路為其於2003年12月舉行的系列演唱會的贊助商。

## 分店
截至2025年7月，香港共有83間分店。

## 旗下品牌
- Baleno（班尼路）
- Samuel & Kevin（S&K/生活幾何）
- I.P.Zone（互動地帶）
- bambini（純真傳說）
- baleno:attitude（水虹）
- ebase（衣本色）

## 主要榮譽
- 榮獲2012廣州國際服裝節暨廣州時裝周組委會頒發“班尼路”影響中國2012年度最受消費者喜愛服飾品牌。
- 2012年獲中國行業企業資訊發佈中心頒發“班尼路”品牌休閒服連續十二年榮列全國市場同類產品銷量第一名。
- 2012年獲中國商業聯合會頒發“班尼路T恤”2012年度同類產品市場銷量第一位。
- 2012年中國行業企業資訊發佈中心頒發“班尼路休閒服”2012年度消費者最信賴品牌。
- 中國商業聯合會頒發“班尼路T恤”連續九年（2002-2010）榮列同類產品市場銷量第一位。

## 外部連結
- 班尼路官方網站 （页面存档备份，存于）
- 班尼路香港官方网站 （页面存档备份，存于）